# Realme

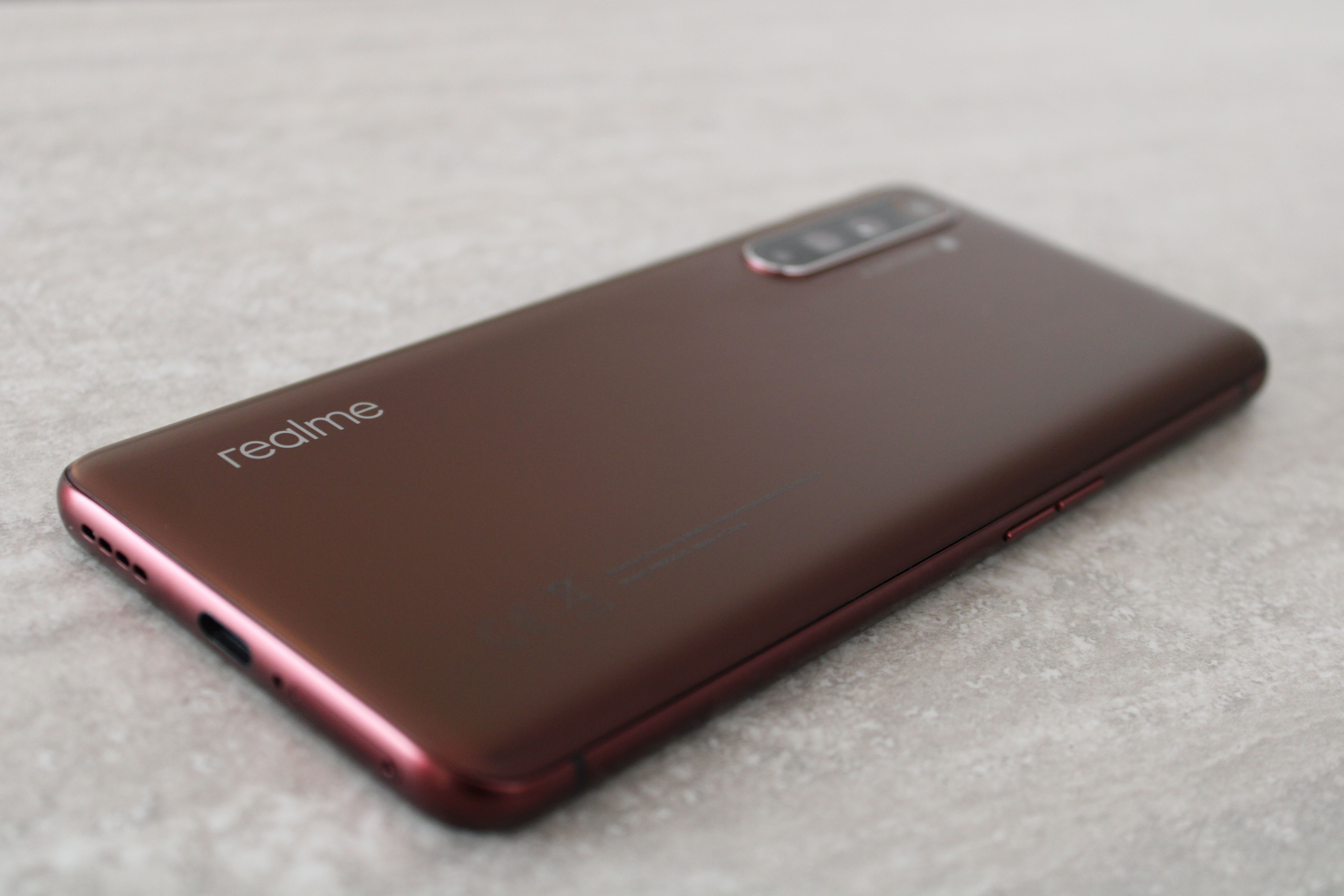
Realme X50 Pro 5G

Realme (zapis stylizowany: realme; chiń. 真我) – chiński producent smartfonów z siedzibą w Shenzhen w prowincji Guangdong. Przedsiębiorstwo zostało założone przez Sky Li, byłego wiceprezesa Oppo. Firma oferuje też słuchawki przewodowe, słuchawki bezprzewodowe, T-shirty, torby, opaski fitness, smartwatche itp.

## Historia realme
Realme zostało założone 4 maja 2018 roku.
W maju 2018 roku firma wydała swój pierwszy telefon, realme 1.
30 czerwca 2018 roku Sky Li złożył rezygnację ze swojego stanowiska wiceprezesa Oppo i dołączył do realme, deklarując swoją intencję stworzenia niezależnej marki skupiającej się na dostarczaniu wydajnych i stylowych smartfonów.
15 listopada 2018 roku realme zaktualizowało swoje logo.
22 listopada 2018 roku realme zdobyło pierwsze miejsce wśród nowych marek na rynku indyjskim.
15 maja 2019 roku realme zorganizowało pierwszą konferencję w Pekinie, oficjalnie wchodząc na chiński rynek i jednocześnie przedstawić modele realme X, realme X Lite oraz realme X Master Edition.
W czerwcu 2019 roku realme oficjalnie ogłosiło swoje wejście na rynek europejski.
26 czerwca 2019 roku realme opublikowało pierwsze zdjęcie wykonane swoją kamerą o rozdzielczości 64 megapikseli.
Do czerwca 2019 roku realme było obecne na 20 rynkach, między innymi w Chinach, Azji Południowej, Azji Południowo-Wschodniej oraz Europie.
Według raportu międzynarodowej instytucji analitycznej Counterpoint, realme osiągnęło skalę dostaw swoich produktów na poziomie 4,7 miliona egzemplarzy w drugim kwartale 2019 roku, co stanowiło 848%-owy wzrost i zapewniło firmie 7. miejsce wśród pierwszych 10 producentów smartfonów na świecie.
Do sierpnia 2019 roku realme posiadało ponad 10 milionów użytkowników na świecie.
W sierpniu 2019 roku realme pokazało w Chinach i Indiach prototyp urządzenia z poczwórnym aparatem o rozdzielczości 64 megapikesli.
24 lutego 2020 roku realme przedstawiło swój pierwszy sztandarowy smartfon 5G, realme X50 Pro 5G.
W sierpniu 2020 roku realme było obecne na 61 rynkach na całym świecie, obejmujących 5 kontynentów.
W listopadzie 2020 roku realme zostało uznane w raporcie sprzedaży smartfonów Counterpoint za 3 kwartał 2020 roku za najszybciej rozwijającą się markę na świecie, która osiągnęła 50 milionów sprzedanych smartfonów.

## realme w Polsce
W Polsce marka realme pojawiła się w kwietniu 2020 roku, na początku oferując w sprzedaży modele realme 6, realme 6i oraz realme C3.
12 maja 2020 roku premierę w Polsce miały smartfony realme X50 Pro i realme 6 Pro, a także bezprzewodowe słuchawki realme Buds Air.
9 czerwca 2020 roku miała miejsce polska premiera modelu realme X3 SuperZoom.
24 czerwca 2020 roku w Polsce został przedstawiony model realme 6s.
13 sierpnia 2020 roku na rynku polskim zaprezentowano bezprzewodowe słuchawki realme Buds Air Neo.
14 sierpnia 2020 roku oferta produktowa w Polsce została rozszerzona o model C11.
17 września 2020 roku realme w Polsce oficjalnie ogłosiło model realme X50.
7 października 2020 roku w Polsce przedstawiono dwa pierwsze modele z siódmej serii smartfonów realme: realme 7 oraz realme 7 Pro.
10 grudnia 2020 roku oferta produktowa siódmej serii smartfonów realme została rozszerzona o modele realme 7i oraz realme 7 5G.

## Smartfony realme
Realme 5
Smartfon realme 5 został przedstawiony 20 sierpnia 2019 roku w Indiach. Posiada 3 warianty: 3 GB RAM z pojemnością 32 GB, 4 GB RAM z pojemnością 64 GB oraz 4 GB RAM z pojemnością 128 GB. Wyposażony jest w procesor Snapdragon 665 AIE. Smartfon posiada nakładkę colorOS 6.0 (opartą na Androidzie Pie 9.0) i ma 6,5-calowy ekran LCD z funkcją multi-Touch. Telefon posiada także poczwórny aparat z wbudowaną sztuczną inteligencją oraz szerokokątnym obiektywem. Urządzenie zasila bateria o pojemności 5000 mAh.
Realme 5 Pro
Smartfon realme 5 Pro został przedstawiony 20 sierpnia 2019 roku. Posiada 3 warianty: 4 GB RAM z pojemnością 64 GB, 6 GB RAM z pojemnością 64 GB oraz 8 GB RAM z pojemnością 128 GB. Wyposażony jest w procesor Snapdragon 712 AIE. Smartfon posiada nakładkę colorOS 6.1 (opartą na Androidzie Pie 9.0) i ma 6,3-calowy wyświetlacz IPS LCD z funkcją multi-Touch.
Realme 5s
Smartfon realme 5 Pro został przedstawiony 20 sierpnia 2019 roku. Posiada 2 warianty: 4 GB RAM z pojemnością 64 GB, 4 GB RAM z pojemnością 128 GB. Wyposażony jest w procesor Snapdragon 665. Smartfon posiada aparat o rozdzielczości 48 megapikseli oraz baterię o pojemności 5000 mAh.
Realme 5i
Smarfton realme 5i został przedstawiony w styczniu 2020 roku. Większość specyfikacji odpowiada wyposażeniu smartfona realme 5, różnica polega na innym designie, przedniej kamerze o rozdzielczości 8 megapikseli oraz niższej cenie smartfona realme 5i.
Realme C3
Smartfon realme C3 został przedstawiony w lutym 2020 roku w Indiach i w marcu 2020 roku na Filipinach. Wyposażony jest w 6,5-calowy wyświetlacz, kamerę główną o rozdzielczości 12 megapikseli, kamerę macro o rozdzielczości 2 megapikseli oraz kamerę selfie o rozdzielczości 5 megapikseli. Smartfon wspiera nagrywanie filmów w 1080p HD w 30 klatkach na sekundę oraz umożliwia korzystanie z trybu nagrywania w slow motion. Telefon posiada baterię o pojemności 5000 mAh, którą można ładować mocą 10W.
Realme 6
Smartfon realme 5 Pro został przedstawiony 23 kwietnia 2020 roku w Australii, 5 marca 2020 roku w Indiach i 27 maja 2020 roku na Filipinach. Waga telefonu to 191 gramów przy wymiarach urządzenia wynoszących 162,1 mm x 74,8 mm x 8,9 mm. Z przodu telefon posiada szklaną osłonę Corning Gorilla Glass 3, z tyłu obudowa wykonana jest z plastiku. Model realme 6 sprzedawany jest w dwóch kolorach, Comet Blue (niebieski) oraz Comet White (biały). Smartfon ma 6,5-calowy wyświetlacz IPS LCD o częstotliwości odświeżania 90 Hz, który osiąga do 480 nitów jasności.
Realme X50 Pro
Smartfon realme 5 Pro został przedstawiony w lutym 2020 roku.
Realme X50 Pro wyposażony jest w procesor Qualcomm Snapdragon 865 oraz w moduł umożliwiający obsługę standardu 5G. Smartfon posiada 6,44-calowy wyświetlacz Super AMOLED z częstotliwością odświeżania 90 Hz. Ekran telefonu jest pokryty szkłem Corning Gorilla Glass 5. Telefon zasilany jest baterią o pojemności 4200 mAh, umożliwiającej szybkie ładowanie o mocy 65W przy wykorzystaniu technologii Super Dart.
Realme 7 Pro
Smartfon realme 7 Pro został przedstawiony we wrześniu 2020 roku. Posiada 6,4-calowy wyświetlacz Super AMOLED oraz czterordzeniowy procesor Qualcomm Snapdragon 720G. Telefon wyposażony jest w baterię o pojemności 4500 mAh, wspierającej szybkie ładowanie o mocy 65W przy wykorzystaniu technologii Super Dart. Waga realme 7 Pro to 182 gramy, przy wymiarach wynoszących 160,9 mm x 74,3 mm x 8,7 mm. Ekran telefonu jest pokryty szkłem Corning Gorilla Glass 3+, z plastikową obudową z tyłu.